# Calliphora rostrata
Calliphora rostrata är en tvåvingeart som först beskrevs av Jean-Baptiste Robineau-Desvoidy 1830.  Calliphora rostrata ingår i släktet Calliphora och familjen spyflugor. Inga underarter finns listade i Catalogue of Life.